# Хостјова
Хостјова (слч. Hosťová) насељено је мјесто са административним статусом сеоске општине (слч. obec) у округу Њитра, у Њитранском крају, Словачка Република.

## Становништво
| Година:    | 1994. | 2004.   | 2014.   | 2024.    |
| ---------- | ----- | ------- | ------- | -------- |
| Број људи: | 390   | 368     | 373     | 428      |
| Разлика:   |       | -5,64 % | +1,35 % | +14,74 % |

| Година:    | 2023. | 2024.   |
| ---------- | ----- | ------- |
| Број људи: | 433   | 428     |
| Разлика:   |       | -1,15 % |

Према подацима о броју становника из 2011. године насеље је имало 362 становника.